# Pierceton
Pierceton és una població dels Estats Units a l'estat d'Indiana. Segons el cens del 2000 tenia 695 habitants.

## Demografia
Segons el cens del 2000, Pierceton tenia 695 habitants, 260 habitatges, i 187 famílies. La densitat de població era de 291,7 habitants/km².
Dels 260 habitatges en un 37,7% hi vivien nens de menys de 18 anys, en un 51,5% hi vivien parelles casades, en un 15,8% dones solteres, i en un 27,7% no eren unitats familiars. En el 24,6% dels habitatges hi vivien persones soles el 10,8% de les quals corresponia a persones de 65 anys o més que vivien soles. El nombre mitjà de persones vivint en cada habitatge era de 2,67 i el nombre mitjà de persones que vivien en cada família era de 3,16.
Per edats la població es repartia de la següent manera: un 31,9% tenia menys de 18 anys, un 6% entre 18 i 24, un 29,4% entre 25 i 44, un 22,4% de 45 a 60 i un 10,2% 65 anys o més.
L'edat mediana era de 34 anys. Per cada 100 dones de 18 o més anys hi havia 87,7 homes.
La renda mediana per habitatge era de 37.188 $ i la renda mediana per família de 42.361 $. Els homes tenien una renda mediana de 30.682 $ mentre que les dones 22.000 $. La renda per capita de la població era de 14.436 $. Entorn del 9,4% de les famílies i l'11,9% de la població estaven per davall del llindar de pobresa.

## Poblacions més properes
El següent diagrama mostra les poblacions més properes.